# Norte (kulle)
Norte är en kulle i Antarktis. Den ligger i Sydshetlandsöarna. Argentina, Chile och Storbritannien gör anspråk på området. Toppen på Norte är 727 meter över havet. Norte ingår i Imeon Range.
Terrängen runt Norte är mycket bergig. Havet är nära Norte åt sydost. Trakten är obefolkad. Det finns inga samhällen i närheten. 